# Педро Каселья
Педро Каселья (ісп. Pedro Casella; 31 жовтня 1898 — 18 червня 1971) — уругвайський футболіст, воротар. Олімпійський чемпіон 1924 року як резервний гравець. Дворазовий чемпіон Південної Америки.

## Біографія
Педро Каселья в ранні роки виступав за команду «Бельграно» з Монтевідео, з якою вийшов у Прімеру Уругваю в 1918 році. У 1921 році Каселья був вперше викликаний до збірної Уругваю та дебютував за неї у першому матчі своєї команди проти збірної Парагваю. Ернесто Фіголі виставив на цю гру експериментальний склад, за що новачок американських першостей покарав найсильнішу збірну континенту, сенсаційно обігравши уругвайців 2:1. Фіголі змінив трьох гравців у грі з Бразилією. Замість Каселі вийшов Мануель Білоутас. Це допомогло обіграти Бразилію 2:1, але в зустрічі з Аргентиною «Селесте» знову поступилася і закінчила чемпіонат лише на третьому місці з 2 очками з 6 можливих.
1923 року Каселья був основним воротарем збірної. Уругвайці здобули гору над усіма суперниками на домашньому чемпіонаті із загальним рахунком 6:1, а Каселья пропустив лише один м'яч від Бразилії (2:1).
На Олімпійські ігри 1924 року Каселья поїхав уже як резервний воротар. Усі матчі в Парижі у воротах збірної провів Андрес Масалі, який до того був дублером Каселі. На той момент Каселья представляв клуб «Універсаль», звідки перейшов до «Біли Вісти» після приїзду до Уругваю.
Ситуація з перемогою як резервний воротар повторилася через кілька місяців — Каселья виграв свій другий чемпіонат Південної Америки, але цього разу в тому ж Монтевідео він не провів жодного матчу, перебуваючи в заявці збірної Уругваю.
Усього за збірну Уругваю Педро Каселя провів 7 матчів, у яких пропустив 9 голів.